# Palazzo Cottrau Ricciardi

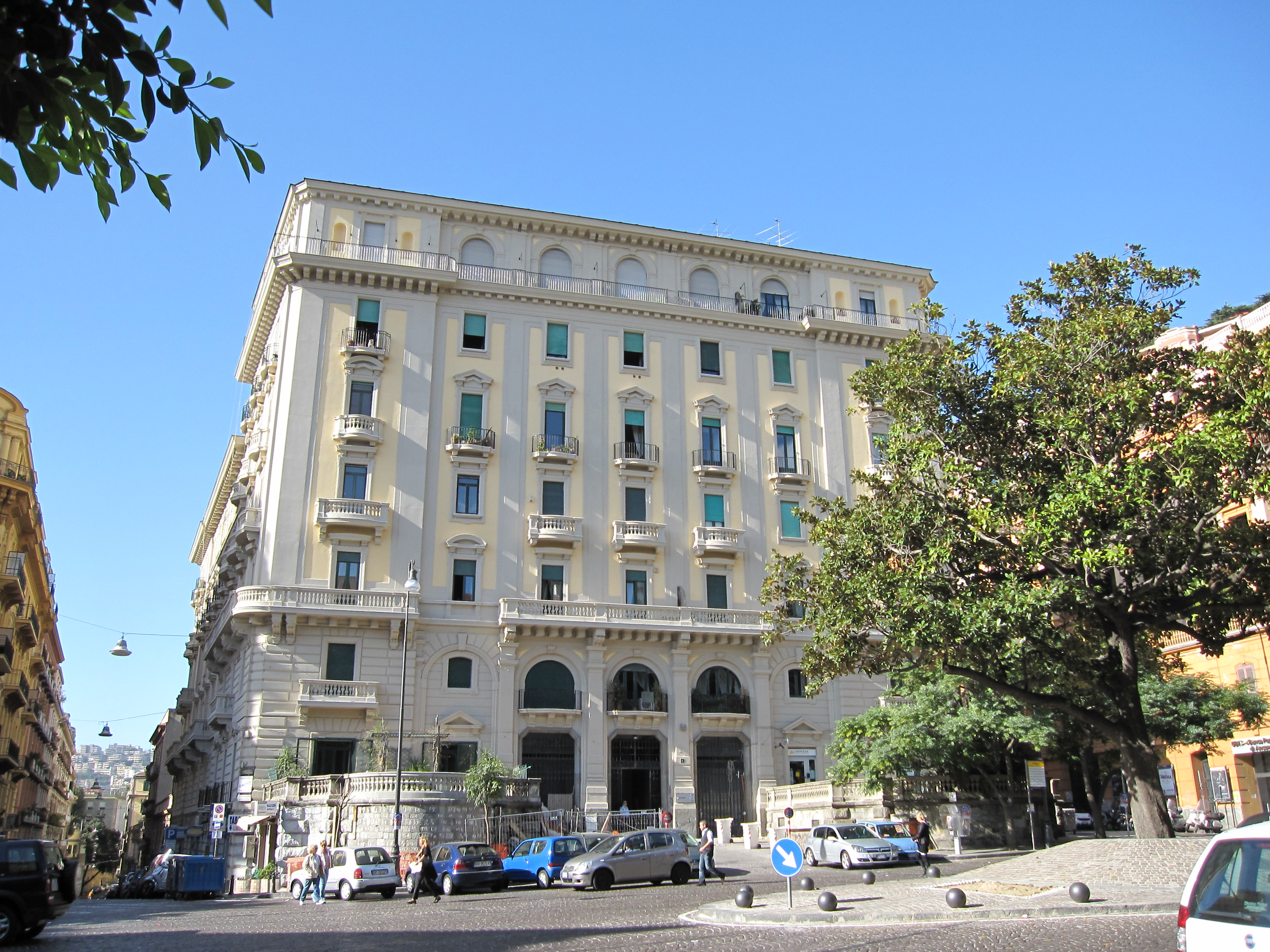
Palazzo Cottrau Ricciardi in Neapel

Der Palazzo Cottrau Ricciardi ist ein Palast aus den 1920er-Jahren im Viertel Chiaia von Neapel in der italienischen Region Kampanien. Er liegt an der Piazza Amedeo, 8.

## Beschreibung
Das Gebäude, das sich sieben Stockwerke hoch erhebt, folgt nicht dem Jugendstil, wie er damals üblich war, sondern ist außen eher klassizistisch gestaltet, was dem Stil des vorhergehenden 19. Jahrhunderts entspricht. Es wurde vom Architekten Giulio Ulisse Arata in den Jahren 1925 und 1926 im Auftrag der Bauingenieure Alfredo Cottrau (einem bekannten Straßen- und Brückenbauer mit französischem Vater) und Francesco Ricciardi erbaut.